# ВиОн
«ВиОн» (словац. ViOn Zlaté Moravce — от имени владельца Вилиама Ондрейки) — словацкий футбольный клуб из города Злате-Моравце.

## История
Клуб основан 22 января 1995 года, основой послужил состав команды из деревни Махулинце. Со времени основания клуба до 2004 года «ВиОн» выступал в различных непрофессиональных соревнованиях в Словакии. С 2004 по 2007 год выступал во втором дивизионе Словакии. В сезоне 2007/08 получил право дебютировать в Высшей лиге чемпионата Словакии.
В сезоне 2006/07 клуб завоевал Кубок Словакии, в финале победив ФК «Сенец» из города Сенец (4:0). Благодаря этой победе, в сезоне 2007/08 «ВиОн» дебютировал в еврокубках (Кубок УЕФА), где прошёл первый квалификационный раунд, обыграв по сумме двух встреч казахстанский клуб «Алма-Ата» (4:2).

## Достижения
- Обладатель Кубка Словакии: 2007

## Выступления в еврокубках
Данные на 27 января 2016 года
| Сезон   | Турнир     | Раунд | Соперник                | 1 матч | 2 матч |
| ------- | ---------- | ----- | ----------------------- | ------ | ------ |
| 2007/08 | Кубок УЕФА | 1Кв   | «Алма-Ата» Алма-Ата     | 3 : 1  | 1 : 1  |
|         |            | 2Кв   | «Зенит» Санкт-Петербург | 0 : 2  | 0 : 3  |

- Домашние игры выделены жирным шрифтом